# Chico McPatinhas
Chico McPatinhas é um personagem fictício do Universo Disney. É o avô do Tio Patinhas.
Foi criado por Don Rosa para a árvore genealógica da Família Pato e apareceu em apenas uma história, publicada na Finlândia em 2011.
Em uma história de 1960 de Bob Gregory e Tony Strobl, o avô do Tio Patinhas é chamado de Tito.
No episódio "O Segredo do Castelo McPato" da série DuckTales (2017), é revelado que ele teve uma relação difícil com seu filho Fergus (não diferente da deste último com seu filho Patinhas). Na verdade, sabendo que iria procurar o tesouro de Simon McDuck, deixou um bilhete para Fergus dizendo para trabalhar duro e não aceitar esmolas dentro de uma câmara escondida embaixo do Castelo McDuck.

## Família
Era um mineiro e casou-se com Maria Patilha, tendo três filhos: Capitão Patico, Nicolau Patusco e Fergus McPatinhas, este o pai do Tio Patinhas.
Maria Patilha não aparece em nenhuma história, somente na árvore da Família Pato.